# Dinaktin
Dinaktin je motor-vezujući protein i njegova je najvažnija uloga aktivirati molekularni motor, protein dinein. Molekularna masa dinaktina jest 1.1 MDa. Dinaktin omogućava stvaranje trodijelnog kompleksa s dineinom i adapterima za teret. Sastoji se od četiri velike domene: šiljastog i bodljikavog kraja, aktinskog filamenta i domene ramena sa p150 repom. Struktura dinaktina može se odrediti pomoću kriogene elektronske mikroskopije. Funkcije dinaktina su vezanje i transport tereta, migracija i organizacija stanice. Mutacije dinaktina uzrokuju neurodegenerativne bolesti.

## Struktura
Struktura dinaktina vrlo je kompleksna. Dinaktin je veliki koaktivator koji se sastoji od 23 podjedinice i građen je od aktin vezujućih filamenata.
Šiljasti kraj sadrži četiri dijela: p62 (DCTN4), p25 (DCTN5), p27 (DCTN6) i Arp11 (aktin vezujući protein 11). p25 i p27 povezani su b-zavojnim naborima. Što se tiče p62, on sadrži N- i C-terminus i zajedno tvore b-sendvič domenu, također p62 okružuje Arp11. p25 nalazi se između p62 i p27. Glavna uloga šiljastog kraja je vezanje adaptora za teret na p62 i p25 dijelove.
Aktinski filament dinaktina je direktno povezan sa šiljastim krajem, a posebno s Arp11. Dinaktinski filament jednostavne je građe jer sadrži devet podjedinica (A, B, C, D, E, F, G, H, I) i dva protofilamenta. Pomoću kriogene EM pronađeno je da je H podjedinica β-aktin dok su ostale Arp1.
Ramena domena je najkompleksnije građena komponenta dinaktina. Sastoji se od tri podjedinice: gornja, donja i dimerizacijska i svaka od tih podjedinica sadrži kraću i dužu spiralnu domenu. Spiralne domene zovu se veslo, kuka i ruka. Također svaka podjedinica sadrži po dva p50 i jedan p24 te p150. p150 vrlo je važan jer može spajati p50 i p24 i bitan je za transport tereta, a sve to zbog njegove veličine. p50 jedini je tetramer u dinaktinu i formiran je od zavojnica te s p24 tvori dugačku ruku.
Bodljikavi kraj sadrži CapZαβ heterodimer koji se može vezati za protofilamente u aktinskoj komponenti dinaktina. Poznato je i kako se CapZα i CapZβ vežu za Arp1. Uloga bodljikavog kraja je učvrstiti strukturu dinaktina.

## Funkcije

### Interakcija s dineinom
Prva te ujedno i najvažnija funkcija dinaktina je njegova interakcija s dineinom. Poznato je da svaka stanica koja sadrži citoplazmatski dinein, isto tako sadrži i dinaktin. Način na koji dinaktin utječe na dinein je taj da ulaze u interakciju zajedno adapterom za teret (eng. cargo adapter) te time mogu prenositi teret prema negativnom polu mikrotobula. Neki od adaptera za teret mogu biti Hook3 koji može prenositi Golgijev aparat i endosome, BicD2 koji može prenositi sekretorne vezikule. Također, jedan od adaptera je i Spindly koji je aktivan za dinamiku mitotskog vretena.  

### Unutarstanični transport
Tereti koji se mogu prenositi preko mikrotubula preko njihovog negativnog pola jesu rani endosomi, kasni endosomi, mitotsko vreteno, Golgijev aparata, mitohondriji te male molekule kao bjelančevine, mRNK, čestice virusa itd.

### Dinamika mitotskog vretena
Dinaktin zajedno s dineinom stvara kompleks koji omogućuje hvatanje perifernih kromosoma za njihove kinetohore. Prilikom mitoze, centrosomi se nalaze u središtu stanice, a kasnije se i oni podijele te odlaze na svoje polove stanica. Isto tako, kromosomi se pomoću kompleksa dinaktina i dineina transportiraju u središte stanice po mikrotubulima. 

### Endosomi i lizosomi
Ovaj kompleks dinaktina i dineina je, isto tako vrlo bitan i za transport endosoma. Prilikom ulaska molekula u stanicu endocitozom, nastaju rani endosomi. Nakon toga, ovaj kompleks omogućava transport ranih endosoma prema središtu stanice gdje nastaju kasni endosomi koji se naposljetku liziraju s lizosomima te dolazi do degradacije malih molekula unutar lizosoma. 

### Metode istraživanja funkcija
Najčešće metode istraživanja funkcije dinaktina jesu imunoprecipitacija, koimunoprecipitacija, imunofluorescencija i dvohibridni pregled.

## Bolesti povezane s disfunkcijom dinaktina
Kada je riječ o određenoj povezanosti dinaktina i bolesti s kojima se on može dovesti u vezu, važno je spomenuti gen DCTN1. Ovaj gen kodira dinaktinsku podjedinicu 1 koja igra važnu ulogu u proizvodnji p150 slijepljene bjelančevine (eng. p150 Glued protein) što je ujedno bitna komponenta dinaktinskog kompleksa. Slijepljena bjelančevina p150, kodiran genom DCTN1, stupa u interakciju s citoplazmatskim dineinom kako bi poboljšao njegovu učinkovitost transporta za organele, vezikule i bjelančevine unutar stanice. Ima domene za vezanje mikrotubula koje pričvršćuju kompleks dinaktina za mikrotubule, olakšavajući kretanje tereta. Dodatno, p150 lijepljena bjelančevina pomaže u pričvršćivanju kompleksa dinaktina na različite terete, osiguravajući njihov pravilan transport do određenih staničnih lokacija.
Jedan od glavnih uzroka bolesti uzrokovanih disfunkcijom dinaktina su mutacije u genu DCTN1. Te mutacije mogu biti uzrokovane endogenim čimbenicima, egzogenim čimbenicima ili određenim nedostacima u popravku DNK. Govoreći o disfunkciji dinaktina, budući da igra važnu ulogu u unutarstaničnom transportu i staničnoj funkciji, njegova disfunkcija dovodi do brojnih neurodegenerativnih i neuromuskularnih bolesti od kojih su neki: 
- ALS ili amiotrofična lateralna skleroza – neurodegenerativna bolest koja utječe na motorne neurone.[14]
- Perryjev sindrom – autosomno dominantna, neurodegenerativna bolest.[15] Opisuju je parkinsonizam, supranuklearna paraliza i frontotemporalna demencija.[14]
- Distalna nasljedna motorna neuropatija – utječe na motoričke neurone te uzrokuje slabost mišića.[16] Potrebno je više istraživanja o tome zašto i kako se pojavljuje.
- Nasljedna spastična paraplegija – opisuju je ukočenost i kontrakcije u donjim udovima i degeneracija područja kralježnice.
- Frontotemporalna demencija – neurodegenerativna bolest koja se očituje kao oštećenje funkcije frontalnog i temporalnog režnja. Mutacije gena DCTN1 uglavnom dovode do tipa bvFTD koji utječe na promjene u ponašanju bolesnika.[16]